# 大庭村 (福島県)
大庭村（おおにわむら）は福島県信夫郡にあった村。現在の福島市吾妻地区の一部（市内西部、松川・天戸川上流域、須川左岸域）にあたる。

## 地理
- 山：家形山
- 河川：松川、須川、天戸川

## 歴史
- 1954年（昭和29年）3月31日 - 庭坂村・庭塚村が合併して発足。
- 1956年（昭和31年）9月30日 - 野田村・水保村と合併して吾妻村が発足。同日大庭村廃止。
- 1962年（昭和37年）11月1日 - 吾妻村が町制施行して吾妻町となる。
- 1968年（昭和43年）10月1日 - 吾妻町が福島市に編入。

## 交通

### 鉄道路線
- 日本国有鉄道
  - 奥羽本線（現在の通称は山形線）
    - 庭坂駅

### 道路
現在は旧村域を磐梯吾妻スカイラインが通過するが、当時は未開通。

## 名所・旧跡・観光スポット・祭事・催事
- 高湯温泉